# Barrette
„Barrette” (jap. バレッタ Baretta) – siódmy singel japońskiego zespołu Nogizaka46, wydany w Japonii 27 listopada 2013 roku przez N46Div..
Singel został wydany w pięciu edycjach: regularnej (CD), anime i trzech CD+DVD (Type-A, Type-B, Type-C). Osiągnął 1 pozycję w rankingu Oricon i pozostał na liście przez 32 tygodnie, sprzedał się w nakładzie 516 654 egzemplarzy i zdobył status podwójnej platynowej płyty.
Piosenka „Tsuki no ōkisa” została wykorzystana jako ending anime Naruto: Shippūden.

## Lista utworów
Wszystkie utwory zostały napisane przez Yasushiego Akimoto.

### Type-A
| CD | CD                                                                                     | CD                 | CD                                | CD      |
| Nr | Tytuł utworu                                                                           | Kompozycja         | Aranżacja                         | Długość |
| -- | -------------------------------------------------------------------------------------- | ------------------ | --------------------------------- | ------- |
| 1. | „Barrette” (jap. バレッタ)                                                             | Yoshihiro Saitō    | Makoto Wakatabe                   | 4:19    |
| 2. | „Tsuki no ōkisa” (jap. 月の大きさ)                                                     | Takahiro Furukawa  | Takahiro Furukawa                 | 3:56    |
| 3. | „Watashi no tame ni dareka no tame ni” (jap. 私のために 誰かのために)                  | Katsuhiko Sugiyama | Katsuhiko Sugiyama, Tatsurō Ariki | 5:14    |
| 4. | „Barrette” (jap. バレッタ) (off vocal ver.)                                            | Yoshihiro Saitō    | Makoto Wakatabe                   | 4:19    |
| 5. | „Tsuki no ōkisa” (jap. 月の大きさ) (off vocal ver.)                                    | Takahiro Furukawa  | Takahiro Furukawa                 | 3:56    |
| 6. | „Watashi no tame ni dareka no tame ni” (jap. 私のために 誰かのために) (off vocal ver.) | Katsuhiko Sugiyama | Katsuhiko Sugiyama, Tatsurō Ariki | 5:14    |

| DVD | DVD                                                                                       | DVD     |
| Nr  | Tytuł utworu                                                                              | Długość |
| --- | ----------------------------------------------------------------------------------------- | ------- |
| 1.  | „Barrette” (jap. バレッタ) (Music Video)                                                  | 9:35    |
| 2.  | „Tsuki no ōkisa” (jap. 月の大きさ) (Music Video)                                          | 4:31    |
| 3.  | „Ikuta Erika x Sakuma Masahide” (jap. 生田絵梨花×佐久間正英)                              | 6:06    |
| 4.  | „Saitō Yūri x Yamada Atsuhiro” (jap. 斉藤優里×山田篤宏)                                   | 4:05    |
| 5.  | „Takayama Kazumi x Nakamura Taikō” (jap. 高山一実×中村太洸)                               | 4:15    |
| 6.  | „Nagashima Seira x Hayashi Tatsurō” (jap. 永島聖羅×林辰郎)                                | 2:42    |
| 7.  | „Hatanaka Seira x Yamagishi Santa” (jap. 畠中清羅×山岸聖太)                               | 4:05    |
| 8.  | „Higuchi Hina x Nagasaki Ai” (jap. 樋口日奈×長崎愛)                                       | 4:05    |
| 9.  | „Hori Miona x Yanagisawa Shō” (jap. 堀未央奈×柳沢翔)                                      | 4:42    |
| 10. | „Matsumura Sayuri x Iwasaki Udai (Kamomental)” (jap. 松村沙友理×岩崎う大（かもめんたる）) | 4:13    |
| 11. | „Wakatsuki Yumi x ZUMI” (jap. 若月佑美×ZUMI)                                              | 4:07    |
| 12. | „Wada Maaya x Hayashi Takayuki” (jap. 和田まあや×林隆行)                                  | 4:06    |
| 13. | „2-Kisei shōkai ① (Itō Karin, Itō Junna, Kitano Hinako, Sasaki Kotoko)” (jap. 2期生紹介①) | 6:15    |

### Type-B
| CD | CD                                                            | CD                | CD                | CD      |
| Nr | Tytuł utworu                                                  | Kompozycja        | Aranżacja         | Długość |
| -- | ------------------------------------------------------------- | ----------------- | ----------------- | ------- |
| 1. | „Barrette” (jap. バレッタ)                                    | Yoshihiro Saitō   | Makoto Wakatabe   | 4:19    |
| 2. | „Tsuki no ōkisa” (jap. 月の大きさ)                            | Takahiro Furukawa | Takahiro Furukawa | 3:56    |
| 3. | „Sonna baka na...” (jap. そんなバカな・・・)                  | Akira Sunset      | Akira Sunset      | 4:29    |
| 4. | „Barrette” (jap. バレッタ) (off vocal ver.)                   | Yoshihiro Saitō   | Makoto Wakatabe   | 4:19    |
| 5. | „Tsuki no ōkisa” (jap. 月の大きさ) (off vocal ver.)           | Takahiro Furukawa | Takahiro Furukawa | 3:56    |
| 6. | „Sonna baka na...” (jap. そんなバカな・・・) (off vocal ver.) | Akira Sunset      | Akira Sunset      | 4:29    |

| DVD | DVD                                                                                               | DVD     |
| Nr  | Tytuł utworu                                                                                      | Długość |
| --- | ------------------------------------------------------------------------------------------------- | ------- |
| 1.  | „Barrette” (jap. バレッタ) (Music Video)                                                          | 9:35    |
| 2.  | „Sonna baka na...” (jap. そんなバカな・・・) (Music Video)                                        | 10:06   |
| 3.  | „Ikoma Rina x Kumasaka Izuru” (jap. 生駒里奈×熊坂出)                                              | 6:05    |
| 4.  | „Itō Nene x Yamamoto Wataru” (jap. 伊藤寧々×山本ワタル)                                           | 3:20    |
| 5.  | „Inoue Sayuri x Miyaji Masayuki” (jap. 井上小百合×宮地昌幸)                                       | 4:03    |
| 6.  | „Kawamura Mahiro x Satō Ami” (jap. 川村真洋×佐藤亜美)                                             | 3:51    |
| 7.  | „Saitō Asuka x Totsuka Fujimaru” (jap. 齋藤飛鳥×戸塚富士丸)                                       | 4:41    |
| 8.  | „Saitō Chiharu x Nakajima Nozomu” (jap. 斎藤ちはる×中島望)                                        | 4:19    |
| 9.  | „Nishino Nanase x Ōrai Yū, Torisu Tomoyuki” (jap. 西野七瀬×大来優・鳥巣智行)                      | 3:21    |
| 10. | „Nōjo Ami x Ikeda Kazuma” (jap. 能條愛未×池田一真)                                                | 4:07    |
| 11. | „Hashimoto Nanami x Nakajima Kazuya, Kikuchi Hiroshi” (jap. 橋本奈々未×中島和哉・菊池浩史)        | 4:04    |
| 12. | „Fukagawa Mai x Marubayashi Yoshiaki” (jap. 深川麻衣×丸林良彰)                                    | 4:04    |
| 13. | „2-Kisei shōkai ② (Shinuchi Mai, Suzuki Ayane, Terada Ranze, Nishikawa Nanami)” (jap. 2期生紹介②) | 6:16    |

### Type-C
| CD | CD                                                                    | CD                                   | CD                                   | CD      |
| Nr | Tytuł utworu                                                          | Kompozycja                           | Aranżacja                            | Długość |
| -- | --------------------------------------------------------------------- | ------------------------------------ | ------------------------------------ | ------- |
| 1. | „Barrette” (jap. バレッタ)                                            | Yoshihiro Saitō                      | Makoto Wakatabe                      | 4:19    |
| 2. | „Tsuki no ōkisa” (jap. 月の大きさ)                                    | Takahiro Furukawa                    | Takahiro Furukawa                    | 3:56    |
| 3. | „Hatsukoi no hito o imademo” (jap. 初恋の人を今でも)                  | Hiroki Sagawa from Asiatic Orchestra | Hiroki Sagawa from Asiatic Orchestra | 3:45    |
| 4. | „Barrette” (jap. バレッタ) (off vocal ver.)                           | Yoshihiro Saitō                      | Makoto Wakatabe                      | 4:19    |
| 5. | „Tsuki no ōkisa” (jap. 月の大きさ) (off vocal ver.)                   | Takahiro Furukawa                    | Takahiro Furukawa                    | 3:56    |
| 6. | „Hatsukoi no hito o imademo” (jap. 初恋の人を今でも) (off vocal ver.) | Hiroki Sagawa from Asiatic Orchestra | Hiroki Sagawa from Asiatic Orchestra | 3:45    |

| DVD | DVD                                                                                               | DVD     |
| Nr  | Tytuł utworu                                                                                      | Długość |
| --- | ------------------------------------------------------------------------------------------------- | ------- |
| 1.  | „Barrette” (jap. バレッタ) (Music Video)                                                          | 9:35    |
| 2.  | „Hatsukoi no hito o imademo” (jap. 初恋の人を今でも) (Music Video)                                | 4:06    |
| 3.  | „Akimoto Manatsu x Aoyama Yūki” (jap. 秋元真夏×青山裕企)                                          | 3:55    |
| 4.  | „Itō Marika x Yuasa Hiroaki” (jap. 伊藤万理華×湯浅弘章)                                           | 5:40    |
| 5.  | „Etō Misa x Fukui Hideaki” (jap. 衛藤美彩×福居英晃)                                               | 4:23    |
| 6.  | „Kawago Hina x Yamasaki Renki” (jap. 川後陽菜×山崎連基)                                           | 3:56    |
| 7.  | „Sakurai Reika x Okagawa Tarō” (jap. 桜井玲香×岡川太郎)                                           | 4:48    |
| 8.  | „Shiraishi Mai x Ray” (jap. 白石麻衣×Ray)                                                         | 5:26    |
| 9.  | „Nakada Kana x Kim Subong” (jap. 中田花奈×金秀峯)                                                 | 5:20    |
| 10. | „Nakamoto Himeka x Ishida Makoto” (jap. 中元日芽香×石田真)                                        | 4:05    |
| 11. | „Hoshino Minami x Ōkubo Takurō” (jap. 星野みなみ×大久保拓朗)                                      | 4:07    |
| 12. | „Yamato Rina x Shōji Hironori” (jap. 大和里菜×東海広宜)                                           | 3:03    |
| 13. | „2-Kisei shōkai ③ (Yada Risako, Yamazaki Rena, Yonetoku Kyōka, Watanabe Miria)” (jap. 2期生紹介③) | 6:08    |
| 14. | „Ichiki Rena” (jap. 市來玲奈)                                                                     | 2:19    |

### Edycja regularna
| CD | CD                                                     | CD                | CD                | CD      |
| Nr | Tytuł utworu                                           | Kompozycja        | Aranżacja         | Długość |
| -- | ------------------------------------------------------ | ----------------- | ----------------- | ------- |
| 1. | „Barrette” (jap. バレッタ)                             | Yoshihiro Saitō   | Makoto Wakatabe   | 4:19    |
| 2. | „Tsuki no ōkisa” (jap. 月の大きさ)                     | Takahiro Furukawa | Takahiro Furukawa | 3:56    |
| 3. | „Yasashisa to wa” (jap. やさしさとは)                  | Takahiro Furukawa | Takahiro Furukawa | 4:42    |
| 4. | „Barrette” (jap. バレッタ) (off vocal ver.)            | Yoshihiro Saitō   | Makoto Wakatabe   | 4:19    |
| 5. | „Tsuki no ōkisa” (jap. 月の大きさ) (off vocal ver.)    | Takahiro Furukawa | Takahiro Furukawa | 3:56    |
| 6. | „Yasashisa to wa” (jap. やさしさとは) (off vocal ver.) | Takahiro Furukawa | Takahiro Furukawa | 4:42    |

### Edycja anime
| CD | CD                                                          | CD                | CD                | CD      |
| Nr | Tytuł utworu                                                | Kompozycja        | Aranżacja         | Długość |
| -- | ----------------------------------------------------------- | ----------------- | ----------------- | ------- |
| 1. | „Barrette” (jap. バレッタ)                                  | Yoshihiro Saitō   | Makoto Wakatabe   | 4:19    |
| 2. | „Tsuki no ōkisa” (jap. 月の大きさ)                          | Takahiro Furukawa | Takahiro Furukawa | 3:56    |
| 3. | „Tsuki no ōkisa ~Anime-ban~” (jap. 月の大きさ 〜アニメ版〜) | Takahiro Furukawa | Takahiro Furukawa | 1:29    |
| 4. | „Barrette” (jap. バレッタ) (off vocal ver.)                 | Yoshihiro Saitō   | Makoto Wakatabe   | 4:19    |
| 5. | „Tsuki no ōkisa” (jap. 月の大きさ) (off vocal ver.)         | Takahiro Furukawa | Takahiro Furukawa | 3:56    |

## Skład zespołu
| „Barrette” |
| --- |
| - 1. gen.: Manatsu Akimoto, Erika Ikuta, Rina Ikoma, Marika Itō, Misa Etō, Hina Kawago, Asuka Saitō, Reika Sakurai, Mai Shiraishi, Kazumi Takayama, Himeka Nakamoto, Nanase Nishino, Nanami Hashimoto, Mai Fukagawa, Hayuri Matsumura, Yumi Wakatsuki - 2. gen.: Miona Hori (środek) |

| „Tsuki no ōkisa” |
| --- |
| - 1. gen.: Manatsu Akimoto, Erika Ikuta, Rina Ikoma, Marika Itō, Misa Etō, Hina Kawago, Asuka Saitō, Reika Sakurai, Mai Shiraishi, Kazumi Takayama, Himeka Nakamoto, Nanase Nishino, Nanami Hashimoto, Mai Fukagawa, Hayuri Matsumura, Yumi Wakatsuki - 2. gen.: Miona Hori (środek) |

| „Watashi no tame ni dareka no tame ni”                                                       |
| -------------------------------------------------------------------------------------------- |
| - 1. gen.: Misa Etō, Mahiro Kawamura, Reika Sakurai, Mai Shiraishi (środek), Kazumi Takayama |

| „Sonna baka na...” |
| --- |
| - 1. gen.: Manatsu Akimoto, Erika Ikuta, Rina Ikoma, Marika Itō, Sayuri Inoue, Misa Etō, Hina Kawago, Asuka Saitō, Yūri Saitō, Reika Sakurai, Mai Shiraishi, Kazumi Takayama, Kana Nakada, Himeka Nakamoto, Nanase Nishino, Nanami Hashimoto, Mai Fukagawa, Hina Higuchi, Minami Hoshino, Sayuri Matsumura, Yumi Wakatsuki - 2. gen.: Miona Hori (środek) |

| „Hatsukoi no hito o imademo” |
| --- |
| - 1. gen.: Nene Itō, Sayuri Inoue, Mahiro Kawamura, Chiharu Saitō, Yūri Saitō, Seira Nagashima, Kana Nakada, Ami Nōjo, Seira Hatanaka, Hina Higuchi, Minami Hoshino (środek), Rina Yamato, Maaya Wada |

| „Yasashisa to wa” |
| --- |
| - 1. gen.: Erika Ikuta, Himeka Nakamoto, Nanase Nishino, Ami Nōjo, Nanami Hashimoto (środek), Sayuri Matsumura, Yumi Wakatsuki |

## Notowania
| Lista                              | Pozycja |
| ---------------------------------- | ------- |
| Oricon Weekly Singles Chart        | 1       |
| Oricon Yearly Singles Chart (2013) | 14      |
| Billboard Japan Hot 100            | 1       |
| Billboard Japan Hot Singles Sales  | 1       |